# Német Császári Haditengerészet
A Német Császári Haditengerészet (németül: Kaiserliche Marine) volt 1872 és 1918 között a Német Császárság tengeri haderejének a megnevezése. Eredetileg a partvédelem volt a feladata, majd 1900-tól kezdve a világ egyik legnagyobb és legerősebb haditengerészetévé fejlesztették, amihez II. Vilmos császár birodalmi törekvései és haditengerészet iránti lelkesedése is hozzájárult. A Kaiserliche Marine volt 1914-ben a Royal Navy után a második legnagyobb haditengerészet, megelőzve az amerikait (US Navy). A német flottafejlesztési program kihívást jelentett Nagy-Britannia számára és a német-angol fegyverkezési versenyhez vezetett – hozzájárulva az első világháború kitöréséhez.
A flotta az első világháborúban korlátozott mértékben tudta csak kifejteni erejét, aminek fő okai a német partok fekvésének hátrányos stratégiai helyzete, a tengerentúli flottatámaszpontok hiánya valamint az ellenséges hírszerzési tevékenység volt. Ezért a világháborúban a német felszíni hajóhad nem játszott jelentős szerepet, bár pusztán létezésével megakadályozta minden ellenséges partraszállási elképzelés keresztülvitelét. Az 1916. május 31.-június 1-én megvívott skagerraki csatában sor került a német és a brit hajóhad összecsapására, amit követően őszre stratégiai patthelyzet állt be. A tengeralattjáró-háború a brit kereskedelmi flottának súlyos veszteségeket okozott, de ennek kíméletlen alkalmazása az Egyesült Államok hadba lépéséhez vezetett. 1918 novemberében a flotta nagy hajóin a tétlenség és az elégedetlenség – valamint egy értelmetlennek vélt kifutási parancs – a kieli matrózfelkelést váltotta ki, ami a novemberi forradalomhoz és a monarchia végéhez vezetett Németországban.
Az első világháborút követően 1921. január 1. és 1935. május 31. között Birodalmi Haditengerészet (Reichsmarine) volt a Német Birodalom tengeri erejének megnevezése.

## Előzményei
A frankfurti nemzetgyűlés 1848. június 14-én a Birodalmi Flotta (Reichsflotte) megalapításával hozta létre az első össznémet haditengerészetet, melyet azonban 1852-53-ban feloszlatták.
A német-dán háborút (1864) és a porosz-osztrák háborút (1866) követően 1867. november 9-én törvényben határoztak az Északnémet Szövetség flottájának felállításáról, mely tulajdonképpen a Porosz Haditengerészeten alapult mivel az Északnémet Szövetség többi tagállamának ugyanis nem volt saját haditengerészete.

## 1871–1890

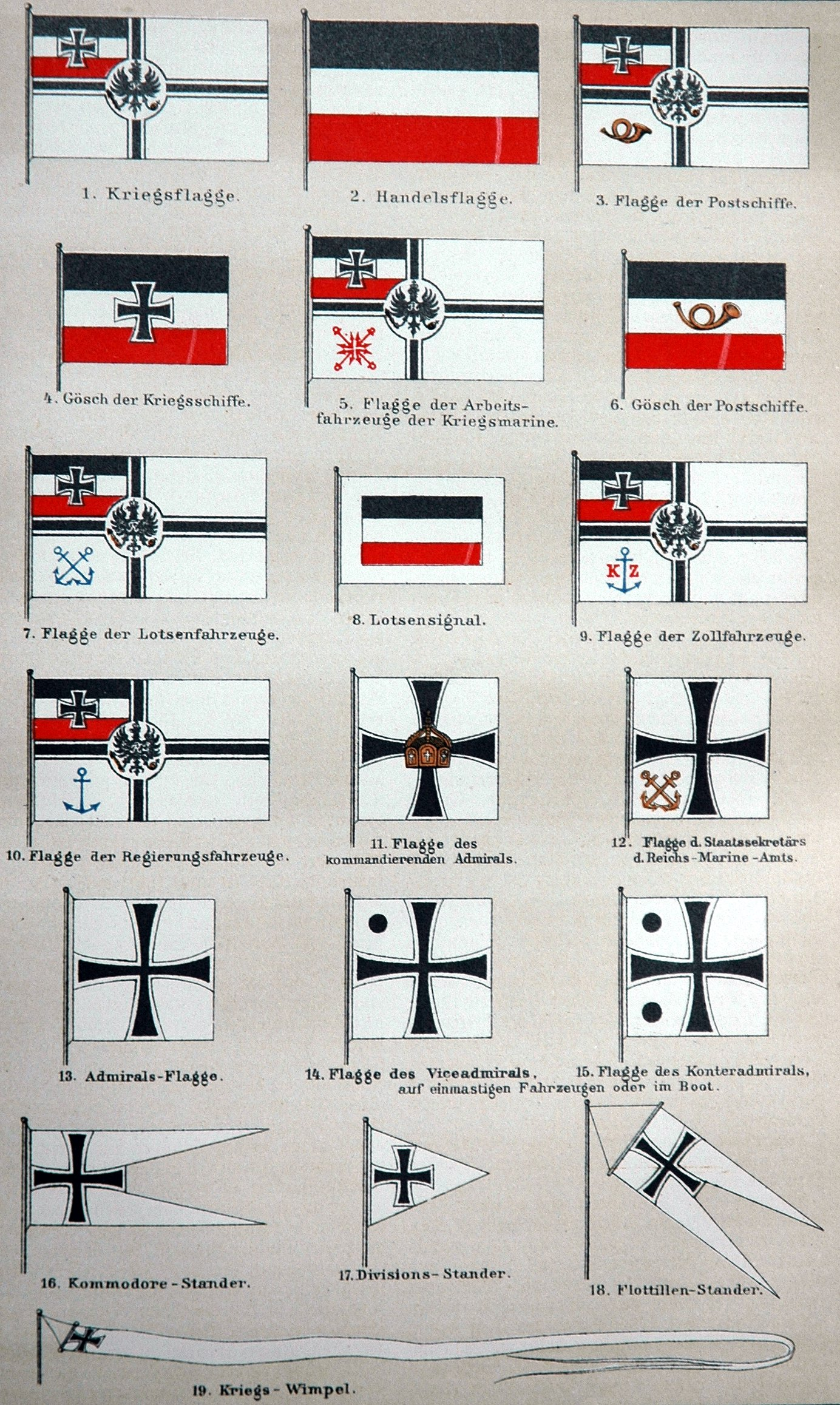
A Német Birodalom tengerészeti zászlói

Az 1871. április 16-án született Birodalmi Alkotmány többnyire Kriegsmarine néven említette a Birodalom haditengerészetét, azonban egy helyen már a Kaiserliche Marine megnevezés is feltűnt. Kizárólag birodalmi hatáskörhöz tartozott és a főparancsnoka a császár volt (53. cikkely). A flotta kiépítése eleinte lassan haladt. A Kaiserliche Marine elnevezést 1872. február 1-től használták hivatalosan a haditengerészetnél. A Császári Haditengerészet hajóinak neve előtt - a mintául szolgáló brit tradíció mintájára (H. M. S. – His/Her Majesty’s Ship) – az S. M. S. (Seiner Majestät Schiff – Őfelsége hajója) rövidítést is feltüntették. Az aktív flotta mellett létezett egy a szárazföldi Landwehr (honvédség) mintájára tartalékot képező Seewehr is.
A Császári Haditengerészet az Északnémet Szövetség tengerészetéből fejlődött ki. 1872. február 1-én annak tengerészeti hivatalait a létrejövő Császári Admiralitás ölelte fel és első Albrecht von Stosch gyalogsági tábornok, főparancsnoka pedig I. Vilmos császár volt.
A Császári Haditengerészetet a birodalmi gyűlés által meghatározott költségvetésből finanszírozták szemben a szárazföldi hadsereggel, melynek egységeit a tagállamok költségvetéséből tartották fenn.

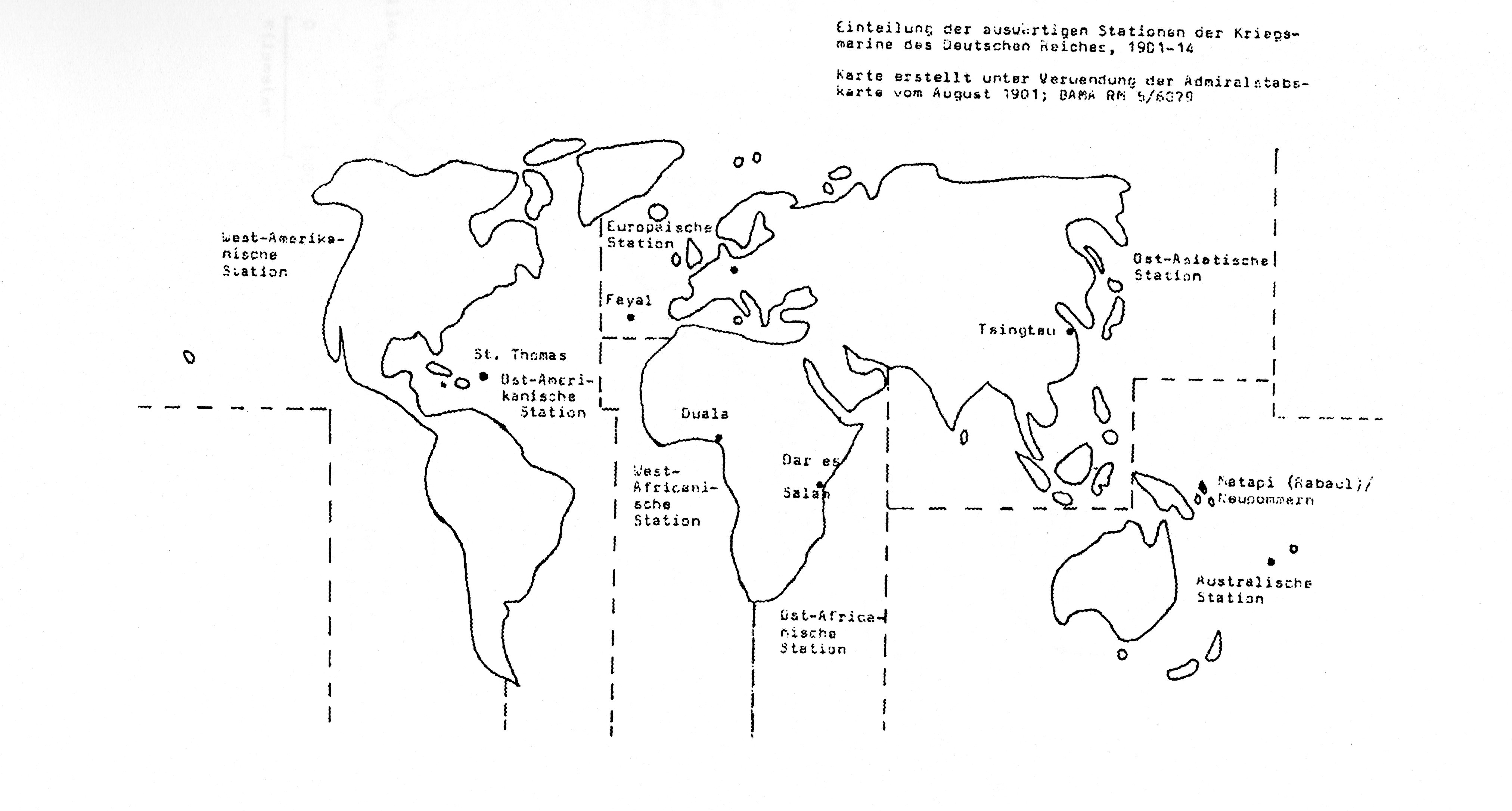
A Császári Haditengerészet állomáshelyei

A flotta feladata kezdetben a partvédelem és a német kereskedelmi útvonalak védelme volt, azonban hamarosan hozzákezdtek a külhoni támaszpontok létrehozásához és 1900-ra globális hálózatot építettek ki:
1. Ostasiatische Station (Ázsia, állomáshely: Csingtao)
2. Ostamerikanische Station (Amerika keleti partján, konkrét állomáshely nélkül. Logisztikai bázisként funkcionált többek között Sankt Thomas és Newport News)
3. Westamerikanische Station (Amerika nyugati partján, meghatározott állomáshely nélkül, a mexikói polgárháború idején San Francisco szolgált logisztikai bázisként.)
4. Australische Station (Ausztrália és a déli tengerek, állomáshely: Matupi)
5. Westafrikanische Station (Afrika nyugati partján, logisztikai bázis: Fokváros, állomáshely: Duala)
6. Ostafrikanische Station (Afrika keleti partján, logisztikai központ: Fokváros, állomáshely: Dar es-Salaam)
7. Mittelmeer-Station (Földközi-tenger, állomáshely: Konstantinápoly).

A két amerikai állomáshelyet (eredetileg Westindische Station) az 1880-as és ’90-es években alig használták, azonban a karibi régióban a kiképzőhajók rendszeresen felkeresték.
Az 1880-as és ’90-es években a Császári Haditengerészet döntően hozzájárult az afrikai, ázsiai és óceániai német gyarmatbirodalom kiépítéséhez. A Balti-tenger partján lévő Kiel és az Északi-tenger partján lévő Wilhelmshaven Jade-folyó menti kikötőjét a Birodalmi Alkotmány 53-as cikkelye alapján birodalmi hadikikötőkként tartották számon.
A tengerészet feladatai közé tartozott a Birodalom külföldön való képviselete különös tekintettel a tengerentúlra. Az akkori szokásoknak megfelelően már a Porosz Haditengerészet is alkalmazott cirkálókat diplomáciai céllal (Auslandskreuzer), melyek Poroszország majd a Birodalom érdekeit képviselték főként a kisebb államokkal szemben. A diplomácia és a haditengerészet együttműködésének - a klasszikus ágyúnaszád-diplomáciának – különleges esete volt az Eisenstuck-affér Nicaraguában 1876-78-ban.
Az első német torpedónaszádok (1884)
A Schichau-művek exportra már gyártottak korábban torpedónaszádokat, így már rendelkeztek némi tapasztalattal ezen a területen, mikor haditengerészet hat hasonló egység kifejlesztésére és megépítésére adott megrendelést. A Birodalmi Tengerészeti Hivatal (Reichsmarineamt) által kidolgozott igényes építési program rendkívül tengerálló és gyors hajókat követelt meg a torpedónaszád-flotta részére. A naszádok hosszúsága nem haladhatta meg a 37 métert, fegyverzetüknek négy torpedóból és két gyorstüzelő ágyúból kellett állnia. A vízkiszorítást a legénység kabinjainak, a motorház méretének és 85 tonna szén elhelyezésének függvényében határozták meg. A három expanziós gép összesen 900 LE teljesítmény leadására volt képes és megfelelt a követelményeknek, mivel az 1884-ben az eckernfördei öbölben (Kieltől északra) végzett próbák során a közül a Schichau S-Bootjai (gyorsnaszádjai) teljesítettek a legjobban.

## 1894–1914

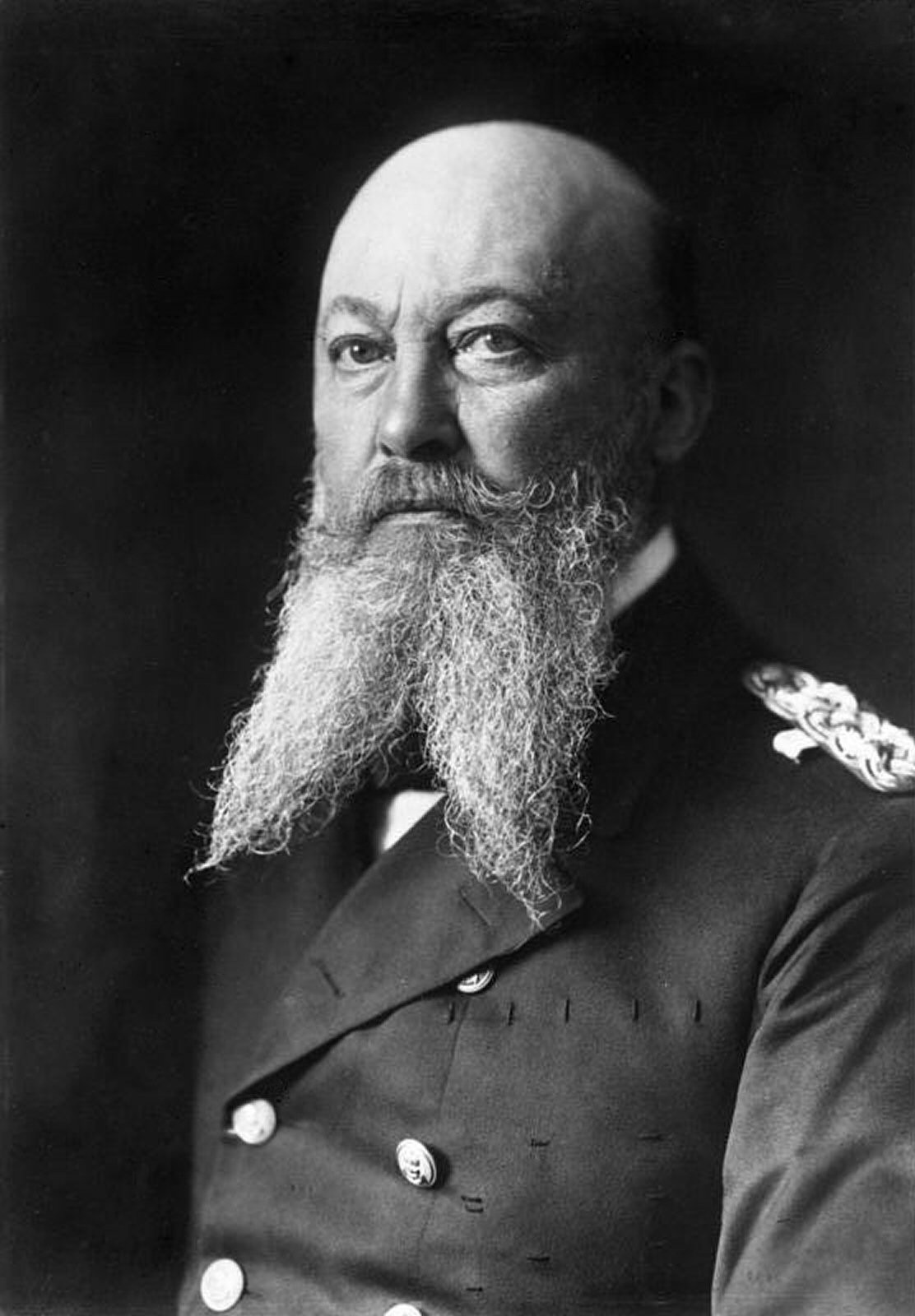
Tirpitz tengernagy 1903-ban

A hajózásért és a haditengerészetért rajongó II. Vilmos császár (1888–1918) ideje alatt a haditengerészet jelentősége megnőtt. Az 1895-ben elkészült Vilmos-császár-csatorna lehetővé tette a hadihajók gyors átcsoportosítását az Északi- és a Balti-tenger között. 
A tengerészeti kabinet, a Haditengerészet Főparancsnoksága (Oberkommando der Marine – OdM) és a Birodalmi Tengerészeti Hivatal (Reichsmarineamt) felállításával 1889-től megváltozott a vezetési struktúra. A Reichsmarineamt államtitkára 1897-ben Alfred von Tirpitz lett.
A birodalmi gyűlés 1898-ban egy új flottatörvényt fogadott el, mely a további fejlesztéseket meghatározta. Az OdM helyét 1899-ben az Admiralstab foglalta el és a császár vette át ismét a főparancsnokságot. Tirpitznek a "propagandafőnökével", Ernst Levy von Hallével és a Német Flottaegyesülettel (Deutscher Flottenverein) sikerült Németországban a flotta iránti érdeklődést felkelteni, ami egy olyan kontinentális hatalomnak számító ország esetében, mint Németország egyáltalán nem volt magától értetődő.
A kor flottafejlesztéseit nagyban befolyásolta a gyors technikai fejlődés. Gyors egymásután jelentek meg az új fegyverrendszerek, mint a tengeri aknák, a torpedók, a tengeralattjárók, a haditengerészeti léghajók és repülők. Ezen eszközök nagyrészt egyszerűbb kivitelezésben már megjelentek az amerikai polgárháborúban is, de még nem ismerték fel a jövő tengeri hadviselésében betöltendő fontos szerepüket.
A védelmi doktrína módosítása és a Nyílttengeri flotta (Hochseeflotte) kiépítésének tervei a német-brit fegyverkezési versenyhez vezettek. Az ezt követő britek általi elszigetelése Németországnak nagymértékben hozzájárult az első világháború kitöréséhez.
Az első világháború végéig a Császári Haditengerészet egyik alapvető problémája a hiányosságokat felmutató belső koordináció volt. Mivel maga a császár volt a főparancsnok, a különböző vele való konzultációra jogosult alárendelt tengerészeti szolgálati helyek – melyekből ekkor nyolc is volt – tevékenységét nem hangolták össze. Ilyen volt a Reichsmarineamt államtitkára, a Hochseeflotte vezetője és a tengerészeti állomáshelyek vezetői.
Szervezetileg a Hochseeflotte alkotta a Császári Haditengerészet magját a 20. század elejétől. Rajta kívül a Kelet-ázsiai Hajóraj (Ostasiengeschwader), a Földközi-tengeri Hajóraj (Mittelmeerdivision) és különböző szárazföldi szolgálati helyek, mint az Északi- és a Balti-tenger partján lévő tengerészeti támaszpontok képeztek különálló egységeket.

### A Nyílttengeri Flotta(Hochseeflotte)

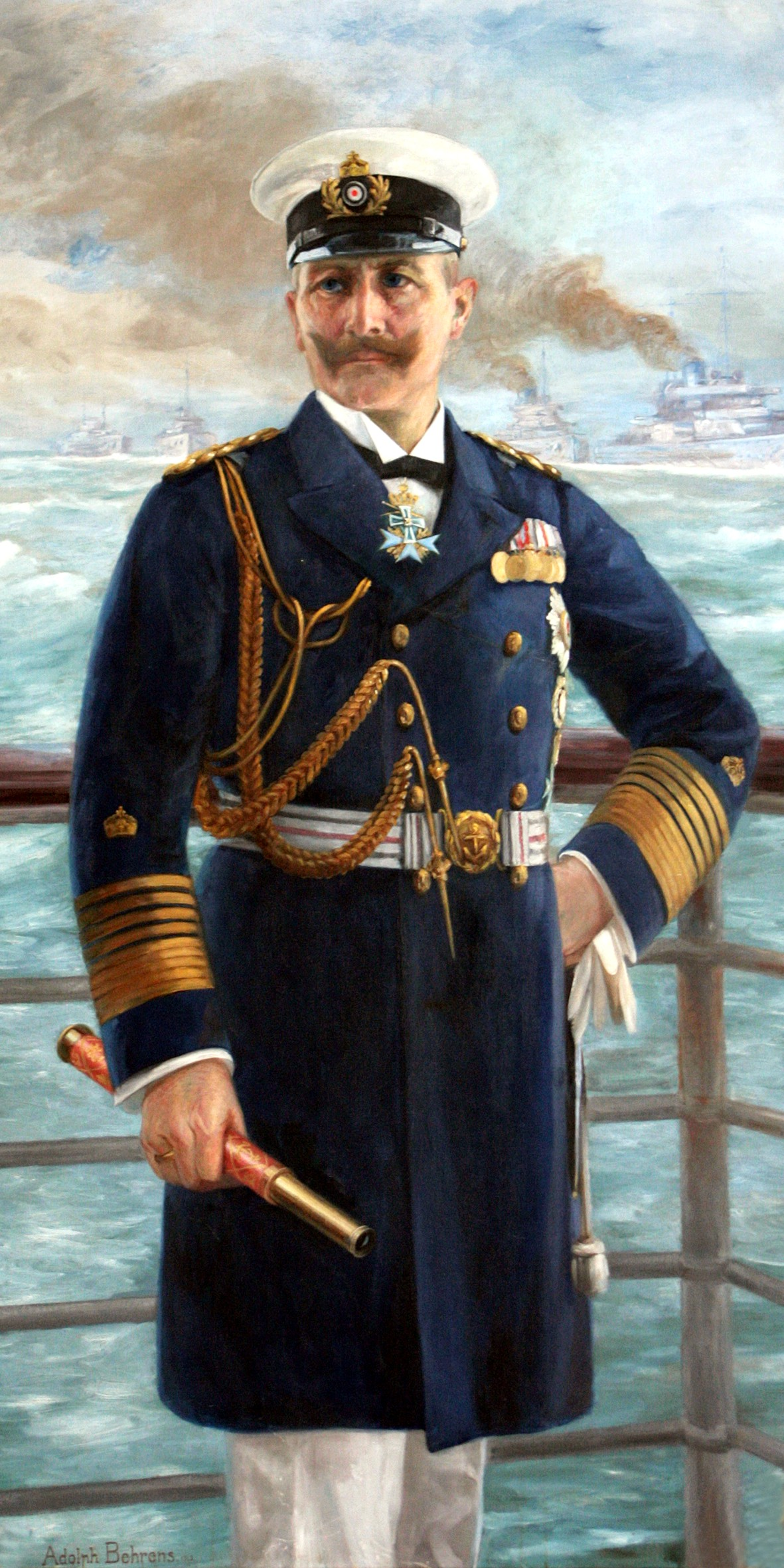
II. Vilmos császár, a Kaiserliche Marine főparancsnoka

Egészen a 19. század végéig általános szokás volt a flottákat csak a nyári hónapokban aktivizálni, míg a legtöbb hajó a telet a kikötőben töltötte. Tavasszal nagy hadgyakorlatokat tartottak, hogy a hajókat ismét harcképes állapotba hozzák. A Császári Flottánál ebből a célból évente összeállítottak egy hadgyakorlatozó flottát (Übungsflotte avagy Manöverflotte), melynek vezetését egy tengernagyra bízták. 1900 körül ezt a flottát csataflotta (Schlachtflotte), majd 1906-tól Nyílttengeri Flotta (Hochseeflotte) névvel illették. Első parancsnoka Henrik herceg, a császár testvére volt. A Hochseeflotte képezte a Császári Haditengerészet magját.
A háború kitörésekor, 1914 augusztusában a következő erőkkel rendelkezett:
| Kategória                                                     | Mennyiség |
| ------------------------------------------------------------- | --------- |
| Csatahajó Großlinienschiff (Schlachtschiff)                   | 14        |
| Csatacirkáló Großer Kreuzer (Panzerkreuzer / Schlachtkreuzer) | 4         |
| Sorhajó (régi csatahajó) Linienschiff                         | 29        |
| Partvédő páncélos Küstenpanzer                                | 8         |
| Könnyűcirkáló Kleiner Kreuzer                                 | 12        |
| Romboló Torpedoboot (im Flottendienst)                        | 89        |
| Tengeralattjáró Unterseeboot (U-Boot)                         | 19        |

A csatahajók, páncélos cirkálók és partvédő páncélosok hat rajt képeztek, a cirkálók öt felderítőcsoportot:
A flotta zászlóshajója (Flottenflaggschiff):
SMS Friedrich der Große csatahajó
| I. raj                         | II. raj                   | III. raj                               | IV. raj                       | V. raj                               | VI. raj                      |
| ------------------------------ | ------------------------- | -------------------------------------- | ----------------------------- | ------------------------------------ | ---------------------------- |
| SMS Ostfriesland (zászlóshajó) | SMS Preußen (zászlóshajó) | SMS Prinzregent Luitpold (zászlóshajó) | SMS Wittelsbach (zászlóshajó) | SMS Kaiser Wilhelm II. (zászlóshajó) | SMS Hildebrand (zászlóshajó) |
| SMS Helgoland                  | SMS Deutschland           | SMS Kaiser                             | SMS Wettin                    | SMS Kaiser Wilhelm der Große         | SMS Heimdall                 |
| SMS Thüringen                  | SMS Hannover              | SMS Kaiserin                           | SMS Zähringen                 | SMS Kaiser Barbarossa                | SMS Hagen                    |
| SMS Oldenburg                  | SMS Pommern               | SMS König Albert                       | SMS Schwaben                  | SMS Kaiser Friedrich III.            | SMS Frithjof                 |
| SMS Nassau                     | SMS Schleswig-Holstein    | SMS König                              | SMS Mecklenburg               | SMS Kaiser Karl der Große            | SMS Odin                     |
| SMS Westfalen                  | SMS Schlesien             | SMS Großer Kurfürst                    | SMS Braunschweig              | SMS Wörth                            | SMS Beowulf                  |
| SMS Rheinland                  | SMS Hessen                | SMS Markgraf                           | SMS Elsass                    | SMS Brandenburg                      | SMS Siegfried                |
| SMS Posen                      |                           |                                        |                               |                                      |                              |

| I. felderítőcsoport        | II. felderítőcsoport   | III. felderítőcsoport     | IV. felderítőcsoport   | V. felderítőcsoport     |
| -------------------------- | ---------------------- | ------------------------- | ---------------------- | ----------------------- |
| SMS Seydlitz (zászlóshajó) | SMS Cöln (zászlóshajó) | SMS München (zászlóshajó) | SMS Roon (zászlóshajó) | SMS Hansa (zászlóshajó) |
| SMS Moltke                 | SMS Mainz              | SMS Danzig                | SMS Yorck              | SMS Vineta              |
| SMS Von der Tann           | SMS Stralsund          | SMS Stuttgart             | SMS Prinz Adalbert     | SMS Victoria Louise     |
| SMS Blücher                | SMS Kolberg            | SMS Hela                  | SMS Prinz Heinrich     | SMS Hertha              |
| SMS Derfflinger            | SMS Rostock            | SMS Frauenlob             |                        |                         |
|                            | SMS Straßburg          |                           |                        |                         |
|                            | SMS Graudenz           |                           |                        |                         |

Továbbá a rombolók (Flottentorpedoboote) nyolc, a tengeralattjárók két flottillára voltak osztva.
A háború alatt elkészült nagy egységek (csatahajók és csatacirkálók):
SMS Kronprinz, csatahajó
SMS Baden, csatahajó
SMS Bayern, csatahajó
SMS Lützow, csatacirkáló
SMS Hindenburg, csatacirkáló
Ezeken az egységeken kívül a Hochseeflottéhoz tartozott még négy - könnyűcirkálókkal és rombolókkal - felszerelt kikötőflottilla valamint 17 FL-típusú (távirányításos) robbanószerrel megrakott naszád (Sprengboot).

### A Kelet-ázsiai Hajóraj

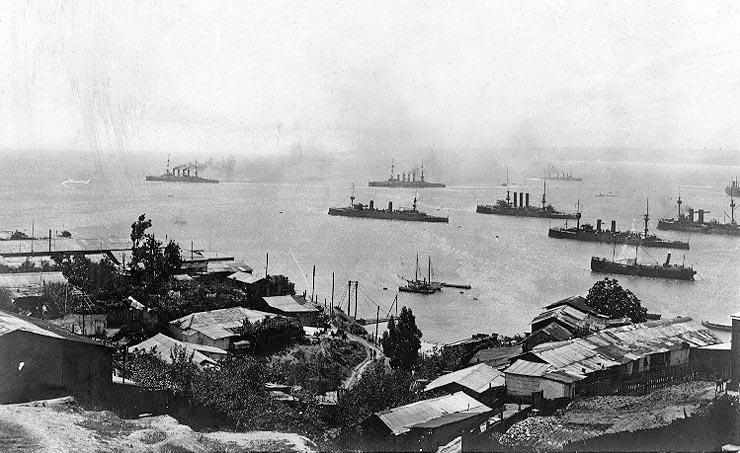
A Kelet-ázsiai Hajóraj elhagyja Valparaiso kikötőjét a Coronel-foki csatát követően

A Kelet-ázsiai Hajórajt 1897-ben a Császári Haditengerészet cirkálórajából hozták létre. A Csingtaóban állomásozó kötelék önállóan tevékenykedett és feladata a német érdekek támogatása volt az ázsiai és csendes-óceáni területeken. Az első világháború kitörésekor japán csapatok szálltak partra Kínában és ostrom alá vették Csingtaót, ezért Maximilian von Spee altengernagy Dél-Amerikát megkerülve igyekezett hajórajával hazatérni Németországba. A chilei partok előtt a Coronel-foknál 1914. november 1-én legyőzték az ellenük küldött Christopher Cradock altengernagy vezette brit köteléket és két páncélos cirkálót elsüllyesztettek. Azonban Dél-Amerika megkerülése után a Falkland-szigeteknél a Royal Navy túlerőben lévő egységeivel kerültek szembe és a nyolc német hajóból hat odaveszett. Csak egy cirkáló (a Dresden) és egy kórházhajó tudott megmenekülni. A chilei partvidék fjordjaiban rejtőzködő Dresden elfogására jelentős brit-francia-japán kötelékeket rendeltek ki, mivel puszta létével fenyegette az antant dél-amerikai kereskedelmi forgalmát és ezt emiatt hónapokig teljesen le is állították. A gépei elhasználódása és az elapadt szénkészlete miatt a Juan Fernández-szigetekhez hajózott, ahol jelezte internáltatási szándékát. A nyomában lévő brit cirkálók azonban hamarosan rátaláltak és a „Más a Tierra-i csatában” a semleges felségvizeken békésen horgonyzó cirkálót az előzetes utasításaiknak megfelelően lövetni kezdték. Válaszul a Dresden is leadott néhány lövést, majd a sérült cirkálót legénysége elsüllyesztette.

## Az első világháború

### Első évek (1914–1915)
Az első világháború kitörésekor a Császári Haditengerészet 80.000 fős békebeli állományát mozgósították. A kiképzett tartalékokkal együtt 171 500 fő állt rendelkezésre.
Az első nagyobb ütközetre 1914 augusztusában egy brit előretörés alkalmával került sor a Helgolandnál és német vereséggel végződött. Ez a német vezetést az addigi területbiztosító hadműveletek átgondolására késztette. A jelentős számbeli fölénye ellenére a Royal Navy is kerülte a közvetlen konfrontációt a Császári Haditengerészet főerőivel, mivel a stratégiai helyzet kevésbé indokolta a britek számára az összecsapást és mert tartottak a saját veszteségektől is. Ehelyett a brit admiralitás a teljes Északi-tengert vonta blokád alá (Skócia és Norvégia között), hogy a Német Birodalmat így vágja el a tengerentúlról érkező hadiipari termékektől és élelmiszertől.
Ez a fajta blokád hatékonynak bizonyult és a németek nem ilyen formában számítottak rá. A Csingtaóban állomásozó Kelet-ázsiai Hajóraj valamint az Amerika és Afrika keleti partjainál állomásozó Karlsruhe és Königsberg könnyűcirkálók a háború első heteiben és hónapjaiban szabadon tevékenykedhettek és az ellenségnek jelentős veszteségeket okoztak. Az Emden az Indiai-óceánon folytatott sikeres kereskedelmi háborút, Spee gróf hajóraja pedig a Coronel-foknál aratott nagy nemzetközi figyelmet felkeltő győzelmet a britek felett. A német sikerek nem tartottak sokáig. A Karlsruhéval egy belső robbanás végzett az északi brazil partok előtt november 4-én, november 9-én az Emden veszett oda a kókusz-szigeteki csata során, egy hónappal később pedig Spee Németországba tartó erőit a britek a Falklandi csatában csaknem teljesen megsemmisítették és innen csak a Dresden tudott elmenekülni. Csingtao novemberi elestével az egyetlen teljes értékű külhoni flottatámaszpont is elveszett.
A német vezetés eközben az Északi-tengeren provokatív jellegű előretörésekkel igyekezett a Skóciában horgonyzó Grand Fleet egységeit előcsalogatni. A Wilhelmshavenben állomásozó nagy csatahajórajok tevékenysége jórészt ezekre az akciókra korlátozódott az egész háború alatt.
1914. december 16-án az I. felderítőcsoport csatacirkálói a Scarborough, Hartlepool és Whitby elleni rajtaütés során a kelet-angliai kikötővárosok katonai és infrastrukturális célpontjait támadták. A támadásban több mint száz fő veszítette életét, többségük polgári személy volt. Bár a nemzetközi egyezmények értelmében a támadás jogos volt és ilyen esetekben járulékos veszteségek a polgári lakosság körében gyakran előfordultak, a brit propagandagépezet igyekezett az eseményeket úgy beállítani, mintha a németek a civilek ellen indítottak volna barbár támadást.
1915 januárjában egy újabb előretörést hajtottak végre, de a britek tudomást szereztek a tervekről és csapdát állítottak a német hajóknak. A doggerbanki ütközetben a britek elsüllyesztették a Blücher páncélos cirkálót, de a többi német hajó megmenekült.

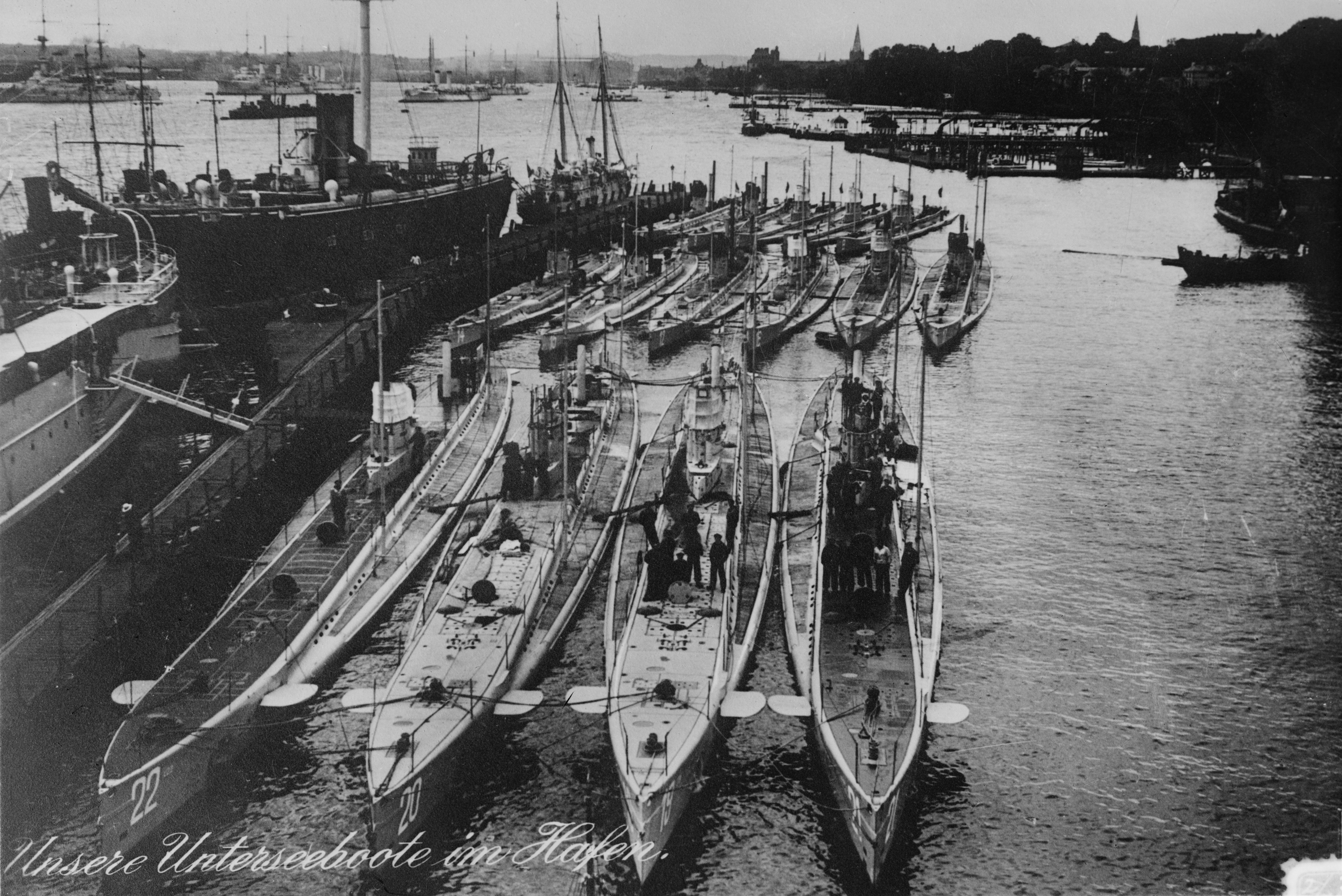
Tengeralattjárók Kiel kikötőjében, 1914

1914 szeptemberében az U 9 elsüllyesztett három brit cirkálót a holland partok előtt, ami a háború elején a legnagyobb német haditengerészeti sikernek számított. A siker egyik oka az volt, hogy a tengeralattjárót még nem tartották alkalmasnak támadófegyverként való bevetésre, így az akció teljes meglepetéssel hatott, másrészt a brit cirkálók először azt hitték, aknamezőre tévedtek. Otto Weddigen, a tengeralattjáró parancsnoka nemzeti hős lett és a tengeralattjárók lettek a brit blokád elleni új fegyverek. A költséges Hochseeflotte korlátozott alkalmazhatósága ekkorra már nyilvánvalóvá vált.
A Földközi-tengeren állomásozó Goeben csatacirkáló és Breslau könnyűcirkáló észak-afrikai francia kikötők elleni támadás után sikeresen lerázta az üldözésére induló brit hajókat és Konstantinápolyba hajózott. A német hadihajók érkezte nagymértékben járult hozzá az Oszmán Birodalom hadba lépéséhez a központi hatalmak oldalán.
A brit blokádra válaszul a német admiralitás gyors sikereket várt el a tengeralattjárók bevetésétől. A tengeralattjárók kereskedelmi háborúját szigorúan a nemzetközi jogban foglaltaknak megfelelően folytatták a brit felségvizeken. A britek azonban a nemzetközi egyezményeket megsértve fegyverekkel látták el a kereskedelmi hajóik egy részét és a megállításukra felszínre emelkedő tengeralattjárókra nagy veszélyt jelentettek. Ezért 1915 februárjában a német vezetés a korlátlan tengeralattjáró-háború megindítása mellett döntött, amitől a brit blokád gyors végét is várták. A Lusitania személyszállító 1915 májusában történt elsüllyesztésekor 1200 ember veszítette életét, közülük 128-an amerikai állampolgárok voltak. Az esetnek messzemenő következményei voltak: egyrészt a nemzetközi tiltakozások a német vezetést a korlátlan tengeralattjáró-háború beszüntetésére kényszerítette, másrészt az Egyesült Államokat közelebb vitte Németország ellenségeihez.

### A skagerraki csata és a korlátlan tengeralattjáró-háború felújítása (1916–1917)

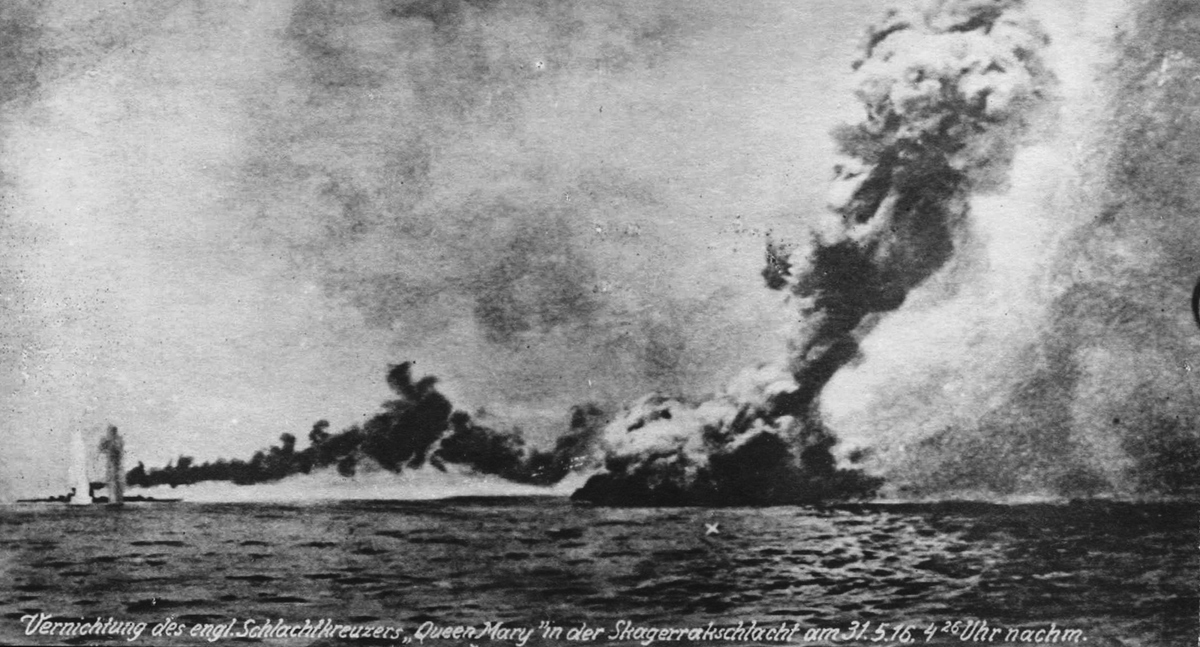
A Queen Mary felrobban a skagerraki csatában

Az Északi-tengeren tett pár előretörést leszámítva a Hochseeflotte 1916 tavaszáig nem volt hatással a tengeri háború alakulására. A felderítésre bevetett repülőgépek és léghajók megakadályozták, hogy nagyobb ellenséges kötelékek harcérintkezésbe kerüljenek egymással. 1916 májusának végén az időjárás nem tette lehetővé ezen eszközök hatékony bevetését és ennek is köszönhetően a két flotta főereje összecsapott a Skagerrak bejáratánál. A Hochseeflottét Reinhard Scheer tengernagy, a Grand Fleetet John Jellicoe tengernagy vezette. A május 31-én délután és június 1-én éjjel lezajlott skagerraki csata számít az ágyúkkal felszerelt hadihajók között megvívott legnagyobb tengeri csatának melyben 250 hadihajó (151 brit és 99 német) vett részt. A németek súlyos veszteségeket okoztak a briteknek és sikerült a számukra felállított csapdából kitörniük, így jelentős taktikai győzelmet arattak. A britek azonban továbbra is fenn tudták tartani az Északi-tenger blokádját és a tengeri hatalom legfőbb stratégiai célját, a tengerek feletti uralmat, amit a skagerraki kudarc önmagában nem veszélyeztetett. A britek a hírszerzési információiknak köszönhetően a későbbi német akciókra is fel tudtak készülni, azonban a nagy veszteségektől tartva már nem kívánták harcra bírni a Hochseeflottét és az 1916. augusztus 19-ei előretörés alkalmával már nem igyekeztek elvágni azt a visszavonulási útjától, úgy mint májusban, az október 18–19-ei német előretöréskor pedig már ki sem futottak a brit csatahajók támaszpontjaikról. A hajók gyenge páncélvédettsége, a tüzérség gyenge teljesítménye és a gyenge hatásfokú lőszer miatt a brit hadvezetés az év végén folytatott tanácskozás során úgy döntött, hogy csak abban az esetben lépnek fel a német flotta ellen, ha Nagy-Britanniát partraszállás fenyegeti. Mivel a németeknek ilyen terveik nem voltak, a stratégiai helyzetben már nem állt be jelentős változás. A britek beérték a távoli blokáddal, a németek pedig egyre inkább hajlottak a tengeralattjáróik intenzívebb alkalmazására.
A tengeralattjáró-háború radikális fokozásától Anglia térdre kényszerítését várta a német vezetés, ezért 1917. február 1-én a korlátlan tengeralattjáró-háború felújítása mellett döntött: minden hajót, legyen az ellenséges vagy semleges, figyelmeztetés nélkül megtámadnak Nagy-Britannia felségvizein. Ez a fajta hadviselés rendkívüli veszteségeket okozott a briteknek (1917 végéig több mint 7 millió BRT veszett oda), de 1917 áprilisában az Egyesült Államoknak kellő ürügyet szolgáltatott az antant oldalán való hadba lépéshez, ami Nagy-Britannia fizetésképtelenné válása miatt májusra már elkerülhetetlen lett volna. A korlátlan tengeralattjáró-háborútól azt várták, hogy még az előtt döntésre tudják vinni a háborút, hogy az Egyesült Államok gazdasági és katonai súlya megmutatkozna a frontokon.

### Az utolsó bevetések és forradalom (1917–1918)
Az Oroszországban kitört 1917 februári forradalom után a Német Birodalom fokozta tevékenységét a Balti-tengeren. Az 1917 szeptemberében és októberében végrehajtott Albion hadművelet (Unternehmen Albion) volt a német flotta utolsó nagyobb sikere az első világháborúban. A hadművelet során a moonsundi csatában egy nagyobb orosz flottaköteléket győztek le.
1918 első hónapjaiban hajtotta végre a Hochseeflotte az első előretöréseket az Észak-tengeren, de ezek során nem került sor harcérintkezésre az ellenséggel. Ezzel egyidőben az antant hadvezetése konvojokba szervezte az Atlanti-óceánon közlekedő kereskedelmi hajókat, melyeket erős tengeralattjáró-elhárító kötelékek kísértek és így hatékonyan tudtak védekezni a támadásaikkal szemben.
Amikor 1918 őszére világossá vált, hogy a háborút katonai eszközökkel nem lehet sikeresen befejezni. A haditengerészet vezetése egy utolsó előretörést tervezett a La Manche irányába, hogy így kényszerítse csatára a briteket. Az 1918. október 24-ei flottaparancs céljairól máig vitatott, hogy valós stratégiai célokért indították volna meg az akciót (a remélt sikerek révén jobb tárgyalási pozíció elérésében bíztak), avagy méltó módon akart a császár flottájának élén elbukni, mindenesetre a csatahajók tengerészei körében az utóbbi verzió terjedt el és nem voltak hajlandók ebben részt venni. Kielben matrózlázadás tört ki, ami a császárság bukását eredményező novemberi forradalomhoz vezetett.
A Kaiserliche Marine az első világháborúban 34 833 fős emberveszteséget szenvedett halottakban, közöttük 1569 tiszt és 8067 altiszt volt. Rájuk emlékeztet az 1936-ban a skagerraki csata évfordulóján felavatott laboe-i haditengerészeti emlékmű Kiel mellett.
A Császári Haditengerészet parancsnokai az első világháború során:
1914–1915  Friedrich von Ingenohl
1915–1916  Hugo von Pohl
1916–1917  Reinhard Scheer
1917–1918  Franz von Hipper

### AHochseeflotteönelsüllyesztése
A harci cselekmények beszüntetése után fegyverszüneti egyezményeknek megfelelően a Hochseeflottét Scapa Flow-ba internálták. 1919 januárjában kommunista matrózok egy csoportja (akik már a kieli matrózlázadásban is részt vettek, így pl. Ernst Wollweber) sikertelenül próbálkozott a nagyobb hajóegységeket megszállva azokkal Skócia helyett Szovjet-Oroszországba hajózni. Scapa Flow-ban a hajókat lefegyverezték és legénységüket a minimálisan szükségesre csökkentették. A versailles-i béke alapján a német flotta nagy részét át kellett adni a győzteseknek. Mikor ez Ludwig von Reuter ellentengernagy tudomására jutott, 1919. június 21-én a parancsnoksága alatti Hochseeflotte egységeinek önelsüllyesztésre adott parancsot. Ezzel a Császári Haditengerészet magja megsemmisült.
Az önelsüllyesztéssel a haditengerészet a háború alatt és főként a forradalom révén elveszített tekintélyéből visszaszerzett valamennyit, de ennek súlyos konzekvenciái lettek. Az antant nemcsak a meghagyott, részben még modernnek számító hadihajókat kobozta el, melyek a megalakuló Reichsmarine magját képezhették volna, hanem a még megmaradt német kereskedelmi flotta hajóinak nagyobb részét is.
Az önelsüllyesztés révén használhatatlanná váló hajók anyaguk révén nagy értéket képviseltek és emellett akadályozták a kikötést Scapa Flow legjobb kikötőhelyein. Ezért a második világháborúig nagyobb részüket kiemelték és építőanyagukat értékesítették. A König, Kronprinz Wilhelm és Markgraf csatahajók valamint két könnyűcirkáló még mindig az öböl alján pihen. A roncsokból többször is nagy értékű acélt és nemvasfémeket hoztak felszínre orvosi eszközök gyártása céljából. Mivel ezek az anyagok még a felszíni nukleáris tesztek előtt készültek olvasztással és hengerléssel, kifejezetten alkalmasak sugárzásmérő műszerek készítésére.

## Értékelés
A haditengerészet az 1866 és 1871 közötti német egységhez vezető háborúk során még nem játszott jelentős szerepet, de az ezt követő időszakban a Birodalom igényeinek megfelelően fejlesztették. Bismarck menesztése után II. Vilmos és Tirpitz nekilátott a flotta fejlesztésének, ami az egyik meghatározó, de nem egyetlen kiváltó oka volt az első világháborúnak. Inkább volt alkotóeleme egy elhibázott szövetségi- és fegyverkezési politikának. Tirpitz elképzelése a rizikóflottáról (Risikoflotte), mely Nagy-Britanniát elrettentette volna egy esetleges Németországgal folytatandó háborútól, a háború elején tárgytalanná vált. Paradox módon a háború kezdetén a leggyengébbnek tartott flottarészek bizonyultak a leghatékonyabbaknak, mégpedig a függetlenül tevékenykedő könnyűcirkálók, a Kelet-ázsiai Hajóraj és a kiépítés alatt álló tengeralattjáró-fegyvernem. A Bayern-osztályból csak két egység készült el a tervezett négyből, míg a hét tagúra tervezett Mackensen-osztály hajóiból csak a háború előtt elkezdett négyet építették tovább csökkentett tempóban, az erőforrásokat inkább a tengeralattjáró-flottára fordították.
Technikailag a flotta modern hadihajói megállták a helyüket a brit vetélytársaikkal szemben. Hátrányuk velük szemben az alacsonyabb sebesség és a kisebb kaliberű ágyúk voltak, melyek kisebb hatótávolsággal is rendelkeztek. Előnyük viszont a jobb minőségű páncélzat, a pontosabb lövegek, a nagyobb átütőképességgel rendelkező és megbízhatóbb lövedékek, a nagyobb tűzgyorsaság, a kifinomultabb távmérők és a magasabban képzett személyzet voltak. A német hajók szilárdságának köszönhető, hogy a skagerraki csatában a túlerővel szemben vívott harcban is csekélyebb veszteségeket szenvedtek.
A tengeralattjárók meghajtása, nyomásállósága, hatótávolsága és kormányozhatósága gyors fejlődésen ment át, ami a háború második szakaszában elért hatékonyságukhoz döntő módon járult hozzá. A háború elhúzódása és a flotta tétlensége egyre nagyobb szakadékot eredményezett a tengerészek és a tisztjeik között. Már 1917-ben számos fegyelmezési nehézségeket okoztak a matrózok, melyek szabályos zendüléssé fajultak.
A Kaiserliche Marine bizonyos tradícióit a Reichsmarine, a Kriegsmarine és a mai német haditengerészet (deutsche Marine) is folytatta: így például a hajókat régiók, városok után nevezik el, hasonlóak az egyenruhák és a megemlékezés egyes hajókról illetve a tengerészet jeles tagjairól. A legismertebb példa erre az Emden cirkáló, mely az Indiai-óceánon folytatott sikeres kereskedelmi háborújával és az ellenséggel szemben tanúsított lovagias magatartásával különösen ismertté vált.

## Társadalmi és nemzeti jelentősége

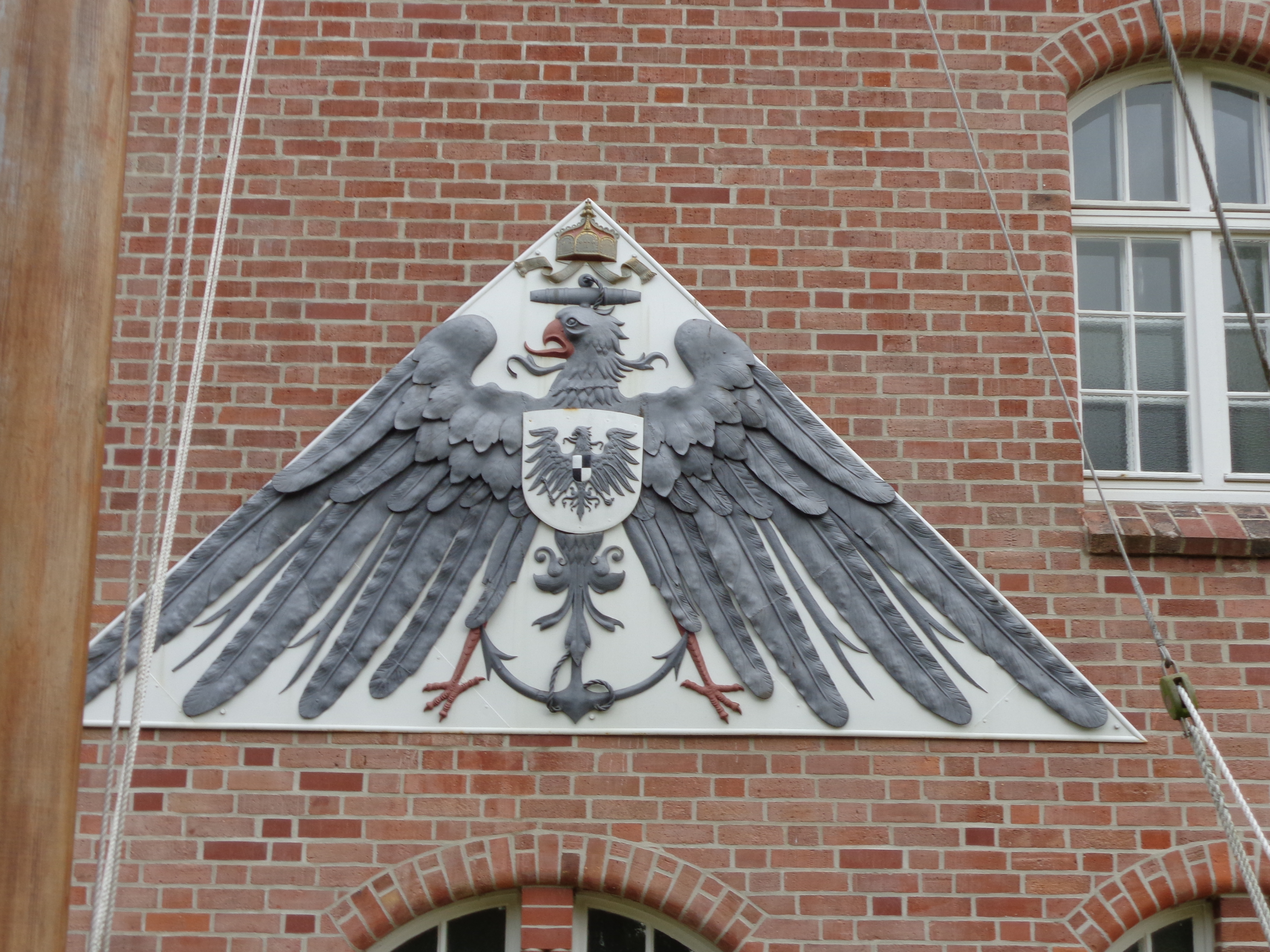
A Mürwiki Haditengerészeti Iskola homlokzata a Hohenzollernek címerével és a császári koronával

A Császári Haditengerészet társadalmi fejlődés terén játszott szerepe feledésbe merült Németországban. Míg a porosz hadsereg vezetése a nemességre tartozott, addig a magas technikai követelményeket támasztó flotta műszaki intelligenciát követelt, melyet a csekély lélekszámú és más természetű nemesség nem tudott kielégíteni. Így a tisztikart kezdetektől fogva főként a polgárság képviselői adták. Vilmos császár ennek tudatában volt és támogatta is ezt a folyamatot. A kieli Haditengerészeti Akadémia és 1910-től a Mürwiki Tengerészeti Iskola elvégzése után a tiszteket bevonták a fegyveres erő arisztokrácia által dominált vezetésébe. Így a haditengerészet jóval inkább támaszkodott a polgárságra, mint a hadsereg. Egy sorhajóhadnagy tekintélye nagyobb volt egy főiskolai tanárénál. A haditengerészet tisztikarában a nemesség aránya mindössze 11%-ot tett ki.
A haditengerészet a császár parancsnoksága alá tartozott és egyedüli össznémet fegyvernem volt. A birodalom maga nem rendelkezett sereggel, hanem a négy királyság rendelkezett külön-külön hadsereggel (Poroszország, Bajorország, Württemberg, Szászország). A négy együtt alkotta a német hadsereget, melynek főparancsnoka háború idején volt a császár. A haditengerészet ily módon hozzájárult a nemzeti egység kialakulásához.

## Fordítás
- Ez a szócikk részben vagy egészben  a   Kaiserliche Marine című német Wikipédia-szócikk fordításán alapul.  Az eredeti cikk szerkesztőit annak laptörténete sorolja fel. Ez a jelzés csupán a megfogalmazás eredetét és a szerzői jogokat jelzi, nem szolgál a cikkben szereplő információk forrásmegjelöléseként.